# Bellaire (Texas)
Bellaire és una població dels Estats Units a l'estat de Texas. Segons el cens del 2000 tenia 15.642 habitants.

## Demografia
Segons el cens del 2000, Bellaire tenia 15.642 habitants, 6.019 habitatges, i 4.321 famílies. La densitat de població era de 1.668,3 habitants/km².
Dels 6.019 habitatges en un 38,8% hi vivien nens de menys de 18 anys, en un 61,3% hi vivien parelles casades, en un 8,1% dones solteres, i en un 28,2% no eren unitats familiars. En el 23,5% dels habitatges hi vivien persones soles el 9,6% de les quals corresponia a persones de 65 anys o més que vivien soles. El nombre mitjà de persones vivint en cada habitatge era de 2,58 i el nombre mitjà de persones que vivien en cada família era de 3,09.
Per edats la població es repartia de la següent manera: un 27,6% tenia menys de 18 anys, un 3,9% entre 18 i 24, un 29,9% entre 25 i 44, un 26,8% de 45 a 60 i un 11,9% 65 anys o més.
L'edat mediana era de 40 anys. Per cada 100 dones de 18 o més anys hi havia 86,3 homes.
La renda mediana per habitatge era de 89.775$ i la renda mediana per família de 104.200$. Els homes tenien una renda mediana de 72.295$ mentre que les dones 49.766$. La renda per capita de la població era de 46.674$. Aproximadament l'1,9% de les famílies i el 2,6% de la població estaven per davall del llindar de pobresa.

## Poblacions més properes
El següent diagrama mostra les poblacions més properes.